# ویمبورن مینستر
latitudeویمبورن مینسترlongitudeویمبورن مینستر
ویمبورن مینستر (به انگلیسی: Wimborne Minster) یک شهرک در بریتانیا است که در انگلستان واقع شده‌است.

## خصوصیات
ویمبورن مینستر ۱۵٬۱۷۴ نفر جمعیت دارد.

## خواهرخوانده
شهرهای اوکسنفورت و Valognes خواهرخوانده‌های ویمبورن مینستر هستند.